# Салень
Сале́нь (фр. Saleignes) — коммуна во Франции, находится в регионе Пуату — Шаранта. Департамент коммуны — Шаранта Приморская. Входит в состав кантона Ольне. Округ коммуны — Сен-Жан-д’Анжели.
Код INSEE коммуны — 17416.

## Население
Население коммуны на 2010 год составляло 64 человека.
| 1962 | 1968 | 1975 | 1982 | 1990 | 1999 | 2010 |
| ---- | ---- | ---- | ---- | ---- | ---- | ---- |
| 170  | 138  | 134  | 117  | 97   | 77   | 64   |